# Aeroportul Santa Genoveva
Aeroportul Santa Genoveva (IATA: GYN, ICAO: SBGO) este un aeroport din Goiânia, Goiás, Central-West Region⁠(d), Brazilia ce deservește zona Goiânia. Aeroportul a fost tranzitat în 2022 de 3.058.473 de pasageri. A fost deschis în 1955.
Situat la o altitudine de 747 m, aeroportul dispune de 1 pistă. Este operat de Infraero⁠(d).

## Infrastructură

### Piste
Aeroportul dispune de o singură pistă. Pista 14/32 are suprafața de asfalt și dimensiunile 2.500 m × 45 m. 